# Zračna luka Perzijski zaljev
Zračna luka Perzijski zaljev (IATA kod: PGU, ICAO kod: OIBP) smještena je nedaleko od grada Asaluje u južnom dijelu Irana odnosno Bušeherskoj pokrajini. Nalazi se na nadmorskoj visini od 8 m. Zračna luka ima jednu asfaltiranu uzletno-sletnu stazu dužine 3997 m, a koristi se za tuzemne i inozemne letove. Izgradnja zračne luke koštala je 62 milijuna USD, a otvorena je 2006. godine otkad sve više oduzima primat obližnjoj Zračnoj luci Asaluje. Zračni prijevoznici Kish Air, Iran Aseman Airlines, Taban Air, Saha Air Lines i Caspian Airlines u ovoj zračnoj luci nude domaće redovne letove za Teheran, Mašhad, Isfahan, Širaz, Tabriz, Ahvaz, Rašt, Kiš i Kermanšah, dok Mahan Air vikendom nudi i međunarodne letove za Dubai.

## Vanjske poveznice
- (perz.)(engl.) Službene stranice Zračne luke Perzijski zaljev  Arhivirana inačica izvorne stranice od 17. prosinca 2007. (Wayback Machine)
- (engl.) [neaktivna poveznica]
- (engl.) DAFIF, Great Circle Mapper: PGU